# Adventistspejderne
Adventistspejderne, også kendt som Adventistspejder eller Pathfinder Club, er et særprogram af Syvende Dags Adventistkirken (SDA), der arbejder med den kulturelle, sociale og religiøse uddannelse af børn og unge fra 10 til 15 år.
Ligner i flere henseender andre dele af Spejderbevægelsen, men adskiller sig herfra ved den religiøse vægt, der indgår i aktiviteterne.. Det har været en del af Adventistkirkenes officielle program siden 1950.. Verdensomspændende er Adventistspejderne en del af Adventistkirkens ungdomsarbejde.
I 2017 var der ca. 1,5 millioner adventistspejdere og næsten 40.000 troppe (lokale grupper), spredt ud over mere end 150 lande.

## Organisation i Danmark
Adventistspejderne i Danmark er et spejderkorps med hovedkontor i Nærum. I begyndelsen af 1999 var der omkring 660 medlemmer. Korpset er ideologisk knyttet til Syvende Dags Adventistkirken, men er økonomisk uafhængigt.
Korpset bruger mørkegrønne uniformer med gule tørklæder og består af 16 kredse, kaldet troppe, fordelt over hele landet. Desuden er der tilknyttet spejderhytterne Finderuphytten, ved Viborg, Egehytten i Fakse samt Himmerlandsgården nær Hadsund.
Spejderne begynder oftest fra børnehaveklassen med at gå til spejder en gang om ugen. De første fire år kaldes de for tumlinge, hvorefter der er tre år som spejder, så et til to år som rover før man bliver tildelt førergraden.
Adventistspejderne afholder hvert år en landsdækkende spejderlejr, med forholdsvist højt aktivitetstilbud i forhold til deltagerantallet. Hvert fjerde år holder den internationale moderorganisation en camporee, som i 2006 blev afholdt i Danmark, på Stevninghus Spejdercenter.